# 제인 갓 어 건
《제인 갓 어 건》(영어: Jane Got a Gun)은 2015년 개봉한 미국의 서부 액션 영화이다.

## 출연
주연
- 내털리 포트먼 - 제인 해몬드 역
- 조엘 에저턴 - 댄 프로스트 역
- 이완 맥그리거 - 존 비숍 역

조연
- 노아 에머리히 - 빌 해몬드 역
- 호드리구 산토루 - 피쳄 역
- 보이드 홀브룩 - 빅 오웬 역
- 알렉스 마넷 - 벅 역
- 제임스 버넷 - 카니 찰리 역
- 샘 퀸 - 슬로우 예레미야 역
- 채드 브럼멧 - 테오도르 역
- 부츠 서덜랜드 - 마샬 역

단역
- 리버 쉴즈 - 어린이 역
- 내쉬 에저튼